# 張牧
張牧（1498年—？），字舜臣，浙江紹興府山陰縣人，民籍，明朝政治人物。

## 生平
嘉靖十六年（1537年）丁酉科河南鄉試第二十四名舉人，曾任山西臨縣學教谕。嘉靖二十年（1541年）中式辛丑科三甲五十二名進士。曾任刑部郎中，後出判蘇州。

## 家族
曾祖張傑；祖父張臯；父張廷瑞，母王氏。慈侍下。